# Iostat
iostat(input/output statistics)는 운영 체제의 기억 장치 입출력 통계를 수집하고 보여주기 위해 사용되는 컴퓨터 시스템 모니터 도구이다. 로컬 디스크라든지 아니면 네트워크 파일 시스템(NFS) 등의 네트워크 파일 시스템을 통해 접근되는 원격 디스크의 스토리지 장치의 성능 문제를 식별하기 위해 사용되기도 한다. 터미널(TTY) 입출력의 정보를 제공하기 위해 사용할 수도 있으며 일부 기초적인 CPU 정보를 포함하기도 한다.

## 같이 보기
- Mpstat
- Netstat